# Icklingham
Icklingham är en by och en civil parish i distriktet West Suffolk i Suffolk i England. Orten har 422 invånare (2001).